# Boom und Crash – Wie Spekulation ins Chaos führt
Boom und Crash – Wie Spekulation ins Chaos führt (Originaltitel: Price Wars) ist ein Dokumentarfilm von Rupert Russell aus dem Jahr 2020, der Spekulationen an den Rohstoffmärkten und ihren politischen, sozialen und militärischen Auswirkungen nachspürt.

## Inhalt
Der Dokumentarfilm macht für hohe Preise bei wichtigen Gütern (Brot, Wasser, Öl, Gas, Wohnraum) Spekulationen sowie hohe Preisschwankungen an den internationalen Finanz- und vor allem Rohstoffmärkten verantwortlich, die auf Krisen, Naturkatastrophen und Kriege reagierten und dabei die Wirkung verstärkten, was im Ergebnis zu Verwerfungen führe, die in „Wirtschaftscrashs, Revolten und sogar Kriege“ mündeten. 
Zahlreiche internationale Konflikte hätten ihre Ursache in Spekulationen an den internationalen Rohstoffmärkten.
Der Film lehnt sich an den Schmetterlingseffekt für internationale Entwicklungen an und leitet daraus ab, dass Spekulanten demnach diverse Krisen weltweit verursacht haben. 
Es werden Zusammenhänge von steigenden/fallenden Rohstoffpreisen anhand der Beispiele Venezuela (Armut/Hunger), Irak (Errichtung eines islamischen Staats/Krieg), Kenia (Folgen des Klimawandels), Guatemala (Folgen des Klimawandels/Kaffeepreise) oder Russland/Ukraine (Annexion von Teilen der Ukraine/Krieg) aufgezeigt, deren Verursachung Spekulanten zugeschrieben wird, wobei die Rolle von Wechselkursen und insbesondere Notenbanken und Staatsverschuldung nicht näher betrachtet wird. Der Film zeigt dabei jeweils beispielhafte Einzelschicksale.
Als Experten kommen in der Dokumentation unter anderem Jeffrey Sachs, Joseph E. Stiglitz oder Yaneer Bar-Yam zu Wort.